# گلن آندرس
گلن آندرس (انگلیسی: Glenn Anders؛ ۱ سپتامبر ۱۸۸۹ – ۲۶ اکتبر ۱۹۸۱) یک هنرپیشه اهل ایالات متحده آمریکا بود.

## فیلم‌شناسی
از فیلم‌ها یا برنامه‌های تلویزیونی که وی در آن نقش داشته است می‌توان به بانویی از شانگهای اشاره کرد.